# ネプチューン・アベニュー駅
ネプチューン・アベニュー駅（Neptune Avenue）はブルックリン区コニーアイランドのネプチューン・アベニューと西6丁目交差点に位置するニューヨーク市地下鉄INDカルバー線の駅で、F系統が終日停車する。
開業当初の駅名はヴァン・シックレン駅で、1995年に現在の駅名に改称された。

## 駅構造
| P ホーム階 | 北行線                     | ← ジャマイカ-179丁目駅行き（アベニューX駅）                                             |
| P ホーム階 | 島式ホーム、左側ドアが開く |                                                                                         |
| P ホーム階 | 南行線                     | → コニー・アイランド-スティルウェル・アベニュー駅行き（西8丁目-ニューヨーク水族館駅） → |
| M          | 改札階                     | 改札、駅員詰所、メトロカード券売機                                                      |
| G          | 地上階                     | 出入口                                                                                  |

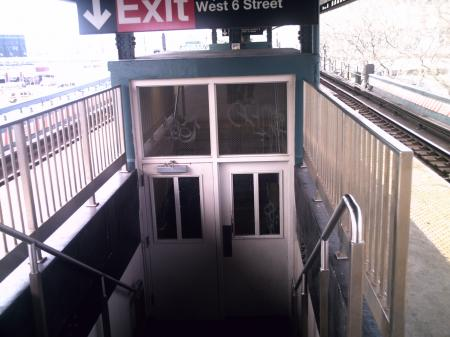
改札への階段

1920年5月1日に駅は開業し、島式ホーム1面2線の高架駅である。屋根は茶色で支柱は緑色となっており、ホーム端には黒い電灯がある。
2002年に駅は改装を受ける10駅に選ばれ、2001年から2004年にかけてコニー・アイランド-スティルウェル・アベニュー駅の建て替え工事を行った期間に改装された。
2004年に設置されたアートワークはLooking Upと呼ばれMichael Krondlによって作成された。

### 出口
ホーム下に改札がある。地上へはネプチューン・アベニューと西6丁目交差点の南西・南東に1か所ずつ設置されている。